# Europacup I 1982/83
De 28ste editie van de Europacup I werd gewonnen door Hamburger SV in de finale tegen Juventus. Het was voor het eerst sinds 1976 dat de titel niet naar een Engels team ging. 33 teams namen deel waaronder 32 kampioenen. Aston Villa was als titelverdediger rechtstreeks geplaatst.

## Voorronde
| Team #1          | Tot.  | Team #2      | 1ste wed | 2de wed |
| ---------------- | ----- | ------------ | -------- | ------- |
| Dinamo Boekarest | 4 - 3 | Vålerenga IF | 3 - 1    | 1 - 2   |

## Eerste ronde
| Team #1            | Tot.             | Team #2                    | 1ste wed | 2de wed |
| ------------------ | ---------------- | -------------------------- | -------- | ------- |
| AS Monaco          | 0 - 2            | CSKA Sofia                 | 0 - 0    | 0 - 2   |
| Dinamo Zagreb      | 1 - 3            | Sporting Clube de Portugal | 1 - 0    | 0 - 3   |
| Víkingur Reykjavík | 2 - 4            | Real Sociedad              | 0 - 1    | 2 - 3   |
| Celtic FC          | 4 - 3            | Ajax Amsterdam             | 2 - 2    | 2 - 1   |
| Grasshopper-Club   | 0 - 4            | FC Dynamo Kiev             | 0 - 1    | 0 - 3   |
| 17 Nëntori         | 2 (uitgoals) - 2 | Linfield FC                | 1 - 0    | 1 - 2   |
| BFC Dynamo Berlin  | 1 - 3            | Hamburger SV               | 1 - 1    | 0 - 2   |
| Olympiakos Piraeus | 2 - 1            | Östers IF                  | 2 - 0    | 0 - 1   |
| Dinamo Boekarest   | 3 - 2            | ASVS Dukla Praag           | 2 - 0    | 1 - 2   |
| Aston Villa        | 3 - 1            | Beşiktaş JK                | 3 - 1    | 0 - 0   |
| Standard Luik      | 5 - 3            | Raba ETO Győr              | 5 - 0    | 0 - 3   |
| Hvidovre IF        | 4 - 7            | Juventus                   | 1 - 4    | 3 - 3   |
| Avenir Beggen      | 0 - 13           | SK Rapid Wien              | 0 - 5    | 0 - 8   |
| Hibernians FC      | 2 - 7            | Widzew Łódź                | 1 - 4    | 1 - 3   |
| Omonia Nicosia     | 2 - 3            | HJK Helsinki               | 2 - 0    | 0 - 3   |
| Dundalk FC         | 1 - 5            | Liverpool FC               | 1 - 4    | 0 - 1   |

## Tweede ronde
| Team #1          | Tot.             | Team #2                    | 1ste wed | 2de wed |
| ---------------- | ---------------- | -------------------------- | -------- | ------- |
| CSKA Sofia       | 2 - 2 (uitgoals) | Sporting Clube de Portugal | 2 - 2    | 0 - 0   |
| Real Sociedad    | 3 - 2            | Celtic FC                  | 2 - 0    | 1 - 2   |
| Dynamo Kiev      | (walkover)       | 17 Nëntori                 | -        | -       |
| Hamburger SV     | 5 - 0            | Olympiakos Piraeus         | 1 - 0    | 4 - 0   |
| Dinamo Boekarest | 2 - 6            | Aston Villa                | 0 - 2    | 2 - 4   |
| Standard Luik    | 1 - 3            | Juventus                   | 1 - 1    | 0 - 2   |
| SK Rapid Wien    | 5 - 6            | Widzew Łódź                | 2 - 1    | 3 - 5   |
| HJK Helsinki     | 1 - 5            | Liverpool FC               | 1 - 0    | 0 - 5   |

## Kwartfinale
| Team #1                    | Tot.  | Team #2       | 1ste wed | 2de wed |
| -------------------------- | ----- | ------------- | -------- | ------- |
| Sporting Clube de Portugal | 1 - 2 | Real Sociedad | 1 - 0    | 0 - 2   |
| Dynamo Kiev                | 2 - 4 | Hamburger SV  | 0 - 3    | 2 - 1   |
| Aston Villa                | 2 - 5 | Juventus      | 1 - 2    | 1 - 3   |
| Widzew Łódź                | 4 - 3 | Liverpool FC  | 2 - 0    | 2 - 3   |

## Halve finale
| Team #1       | Tot.  | Team #2      | 1ste wed | 2de wed |
| ------------- | ----- | ------------ | -------- | ------- |
| Real Sociedad | 2 - 3 | Hamburger SV | 1 - 1    | 1 - 2   |
| Juventus      | 4 - 2 | Widzew Łódź  | 2 - 0    | 2 - 2   |

## Finale
| Team #1      | Res.  | Team #2  |
| ------------ | ----- | -------- |
| Hamburger SV | 1 - 0 | Juventus |

Olympisch Stadion, Athene
25 mei 1983

Opkomst: 73 500 toeschouwers

Scheidsrechter: Nicolae Rainea (Roemenië)

Scorers: 7' Felix Magath 1-0
Hamburg (trainer Ernst Happel):

Uli Stein; Manfred Kaltz, Ditmar Jakobs, Holger Hieronymus, Bernd Wehmeyer; Jürgen Groh, Wolfgang Rolff, Felix Magath; Jürgen Milewski, Horst Hrubesch, Lars Bastrup (sub 56' Thomas von Heesen)
Juventus (trainer Giovanni Trapattoni):

Dino Zoff; Claudio Gentile, Sergio Brio, Gaetano Scirea, Antonio Cabrini; Massimo Bonini, Michel Platini, Marco Tardelli, Zbigniew Boniek; Roberto Bettega, Paolo Rossi (sub 56' Domenico Marrocchino)

## Kampioen
| Europacup I – Seizoen 1982/83 |
| ----------------------------- |
| Hamburger SV 1ste titel       |